# Галиполска и Мадитоска епархия
Галиполската и Мадитоска епархия (на гръцки: Ιερά Μητρόπολη Καλλιπόλεως και Μαδύτου) e титулярна епархия на Вселенската патриаршия. Диоцезът съществува до 1922 година със седалище в тракийския град Галиполи (на гръцки Калиполи). От 2011 година титлата Галиполски и Мадитоски митрополит, ипертим и екзарх на Тракийския полуостров (Ο Καλλιουπόλεως και Μαδύτου, υπέρτιμος και έξαρχος Θρακικής χερσονήσου) се носи от митрополит Стефан.

## История
Калиполис е основан в V век пр. Хр. като македонска колония. Разположен е на европейския бряг на Дарданелите, на изхода към Мраморно море, на 24 km югозападно от Константинопол. В IV век Калиполис е епископия, подчинена на Ираклийската митрополия. Мадитос (днес Еджеабат), също на Дарданелите, на 40 km югозападно от Калиполис, става подчинена на Ираклия епископия в X век. В XIII век и двете епископии стават митрополии, но след завладяването на района от османските турци във втората половина на XIV век, са закрити поради депопулация. По-късно Галиполската епископия е възстановена, като отново е подчинена на Ираклийската митрополитска катедра до декември 1901 година, когато става митрополия. След обмена на население между Гърция и Турция в 1922 година, на територията на епархията не остава православно население.
Епархията е разположена на Галиполския полуостров и граничи с Ираклийската митрополия и Бяло море на север, с Дарданелите и Мраморно море на юг и изток и с Бяло море на запад. Друг град в епархията е Кинос Сима (на турски Килитбахир) на 5 km югозападно от Мадитос.

## Епископи (до декември 1901) и митрополити
| Име        | Име                   | Управление                          | Забележка                                                                             | Години      |
| ---------- | --------------------- | ----------------------------------- | ------------------------------------------------------------------------------------- | ----------- |
| Григорий   | Γρηγόριος             | 1769 – март 1795 †                  |                                                                                       | ? – 1795    |
| Йоаким     | Ιωακείμ               | 1795 – декември 1834 †              |                                                                                       | ? – 1834    |
| Григорий   | Γρηγόριος Πούμπουρας  | януари 1835 - 28 декември 1880      | от чорленски е., подал оставка                                                        | 1789 – 1881 |
| Аверкий    | Αβέρκιος              | януари 1881 – 5 февруари 1891       | от левкийски т.е. (26 октомври 1874), в мъгленски м.                                  | ? – 1900    |
| Фотий      | Φώτιος Βουγιούκας     | 16 февруари 1891 – януари 1892 †    |                                                                                       | ? – 1892    |
| Доротей    | Δωρόθεος Μαμμέλης     | 10 март 1892 - 7 декември 1896      | в гревенски м.                                                                        | 1861 – 1921 |
| Йероним    | Ἱερώνυμος Γοργίας     | 31 май 1897 - 9 юли 1909            | от иринуполски т.е. (2 април 1892), в декември 1901 повишен в митрополит, в хиоски м. | 1860 – 1931 |
| Панарет    | Πανάρετος Πετρίδης    | 14 юли 1909 - 12 август 1910        | от елевтеруполски е., в илиуполски м.                                                 | ? – 1922    |
| Калиник    | Καλλίνικος Γεωργιάδης | 12 август 1910 - 29 февруари 1912 † | от одрински м.                                                                        | ? – 1912    |
| Константин | Κωνσταντίνος Κοϊδάκης | 8 март 1912 - 7 октомври 1924       | от дафнуски т.е. (14 септември 1908), в пломарийски м.                                | 1939 – 2004 |
| Стефан     | Στέφανος Ντινίδης     | 13 март 2011                        |                                                                                       | 1968 –      |